# Municipio de Heron Lake
El municipio de Heron Lake (en inglés: Heron Lake Township) es un municipio ubicado en el condado de Jackson en el estado estadounidense de Minnesota. En el año 2010 tenía una población de 333 habitantes y una densidad poblacional de 2,95 personas por km².

## Geografía
El municipio de Heron Lake se encuentra ubicado en las coordenadas 43°43′31″N 95°9′52″O / 43.72528, -95.16444. Según la Oficina del Censo de los Estados Unidos, el municipio tiene una superficie total de 112.78 km², de la cual 100,14 km² corresponden a tierra firme y (11,2 %) 12,64 km² es agua.

## Demografía
Según el censo de 2010, había 333 personas residiendo en el municipio de Heron Lake. La densidad de población era de 2,95 hab./km². De los 333 habitantes, el municipio de Heron Lake estaba compuesto por el 96,1 % blancos, el 1,2 % eran asiáticos, el 0,9 % eran de otras razas y el 1,8 % eran de una mezcla de razas. Del total de la población el 2,7 % eran hispanos o latinos de cualquier raza.